# フラームス・ベースボール・リーガ
フラームス・ベースボール・リーガ（Vlaamse Baseball Liga）は、ベルギーにおける野球のトップリーグである。下部に2部リーグがある。

## チーム
| チーム                                            | 本拠地                                   |
| ------------------------------------------------- | ---------------------------------------- |
| ナミュール・エンジェルス Namur Angels             | ナミュール州ナミュール                   |
| LLNフェニックス Louvain-la-Neuve Phoenix          | ブラバン・ワロン州ルーヴァン＝ラ＝ヌーヴ |
| ブラスチャート・ブレーブス Brasschaat Braves      | アントウェルペン州ブラスチャート         |
| ドールン・スパルタンズ K. Deurne Spartans         | アントウェルペン州ドールン               |
| ボーガーホート・スクイレルズ Borgerhout Squirrels | アントウェルペン州ボーガーホート         |
| モートセル・スターズ Mortsel Stars                | アントウェルペン州モートセル             |
| ロイヤル・メルクセム・グレイズ Royal Greys        | アントウェルペン州アントウェルペン       |

## 日本人選手
- 一関章太（2010、ナミュール・エンジェルス）